# 沃爾格林海岸

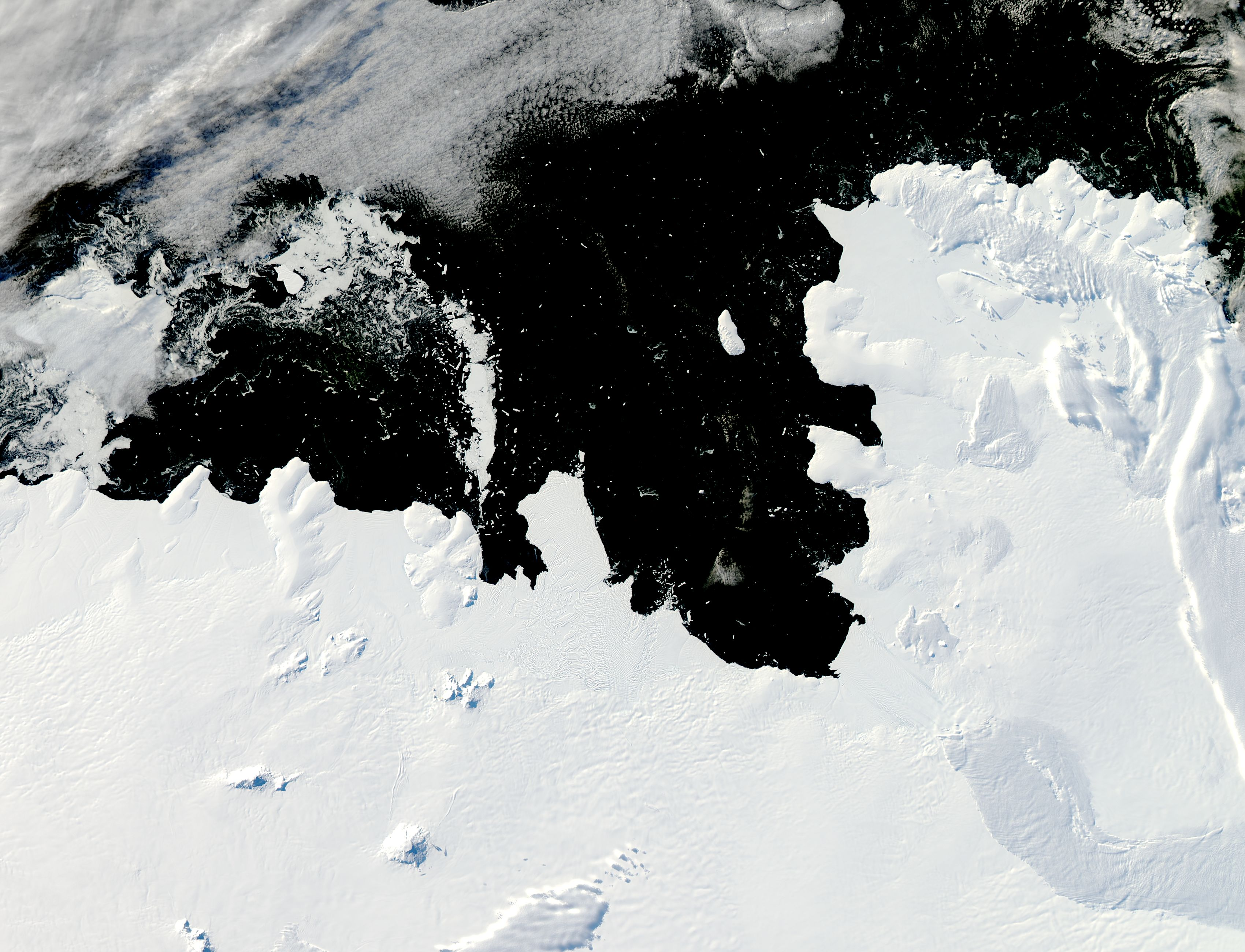

75°30′S 107°0′W / 75.500°S 107.000°W
沃爾格林海岸（英語：Walgreen Coast）是南極洲的海岸，處於赫拉徹角和魏特角之間，屬於馬里伯地的一部分，由美國探險隊發現，根據美國地質調查局的測量和該國海軍的空中照片繪入地圖。